# Carl Jäcker

Carl Jäcker

Carl Jäcker (* 7. Mai 1884 in Rehme, Kreis Minden; † 8. Dezember 1974 in Bad Oeynhausen) war ein deutscher Politiker (SPD).

## Leben und Wirken
Nach dem Besuch der Volksschule in Rehme und in Bad Oeynhausen in den Jahren 1890 bis 1898 erlernte Jäcker das Schriftsetzerhandwerk. Um 1902 trat Jäcker in die Sozialdemokratische Partei Deutschlands (SPD) ein. Außerdem wurde er Mitglied der Gewerkschaft. Im Jahr 1905 heiratete er die Schneiderin Wilhelmine Roolf, mit der er vier Kinder hatte. Bis 1909 arbeitete er als Geschäftsführer in verschiedenen Gegenden Deutschlands. Ab 1909 war er als Versicherungsbeamter tätig. Im Jahr 1918 wurde er noch zum Militär eingezogen. Im Jahr 1919 heiratete er in zweiter Ehe Meta Fritschke.
Nach dem Ersten Weltkrieg verdiente Jäcker seinen Lebensunterhalt als Parteisekretär der SPD und als Redakteur der Zeitung Das Freie Wort in Rastenburg. 1919 wurde er Angestellter des Deutschen Landarbeiterverbandes und Vorstandsmitglied des Reichsverband der Deutschen Landeskrankenkassen. Ferner wurde er Vizepräsident der Internationalen Arbeitsgemeinschaft der Landeskrankenkassen.
Im März 1921 zog Jäcker nach einer Neuwahl für den Wahlkreis 1 (Ostpreußen) erstmals in den Reichstag der Weimarer Republik ein. Bei der Reichstagswahl vom Mai 1924 schied Jäcker vorerst wieder aus dem Berliner Parlament aus, in das er aber bereits zur Wahl vom Dezember 1924 zurückkehren konnte. Nachdem sein Mandat bei den folgenden drei Wahlen bestätigt wurde, gehörte Jäcker dem Parlament noch bis zum November 1932 an. Daneben saß er von 1932 bis 1933 als Abgeordneter im Preußischen Landtag.
Nach der Auflösung des Landarbeiterverbandes zu Beginn der Zeit des Nationalsozialismus wurde auch Jäcker entlassen. Er kehrte nach Westfalen zurück und eröffnete in Bad Oeynhausen eine Papiergroßhandlung. Im Jahr 1937 wurde er verhaftet und wegen angeblicher „Vorbereitung zum Hochverrat“ zu 21 Monaten Gefängnis verurteilt. Im Jahr 1939 wurde er nach Verbüßung der Strafe entlassen. 
Nach der Befreiung engagierte sich Jäcker wieder in der SPD. Er war 1945/46 nebenamtlicher Bürgermeister und von 1946 bis 1951 hauptamtlicher Amtsdirektor des Amtes Rehme. Danach trat er in den Ruhestand. Seine letzten Lebensjahre verbrachte er in Bad Oeynhausen.
Heute erinnert die Carl-Jäcker-Straße in Bad Oeynhausen an Jäckers Leben und politische Arbeit.